# Vila Vila (Betanzos)
Vila Vila ist eine Ortschaft im Departamento Potosí im südamerikanischen Andenstaat Bolivien.

## Lage im Nahraum
Vila Vila ist eine Ortschaft im Kanton Potobamba im Municipio Betanzos in der Provinz Cornelio Saavedra. Der Ort liegt auf einer Höhe von 2949 m am Oberlauf des Río Vila Vila, der zwölf Kilometer flussabwärts in den Río Pilcomayo mündet.

## Geographie
Vila Vila liegt zwischen dem bolivianischen Altiplano im Westen und der Cordillera Central im Osten. Das Klima der Region ist ein typisches Tageszeitenklima, bei dem die Temperaturschwankungen im Tagesverlauf stärker ausfallen als im Jahresverlauf.
Die Jahresdurchschnittstemperatur in den Tallagen der Region beträgt etwa 17 °C (siehe Klimadiagramm Betanzos), die Monatswerte schwanken nur unwesentlich zwischen 14 °C im Juni/Juli und 19 °C von November bis Januar. Die jährliche Niederschlagsmenge liegt bei knapp 500 mm, die Monate Mai bis September sind arid mit Monatswerten unter 15 mm, nur im Januar wird ein Niederschlag von 100 mm erreicht.

## Verkehrsnetz
Potobamba liegt in einer Entfernung von 69 Straßenkilometern östlich von Potosí, der Hauptstadt des Departamentos.
Durch Potosí führt die überregionale Nationalstraße Ruta 5, die von der chilenischen Grenze in östlicher Richtung über Uyuni und Pulacayo nach Potosí führt und weiter über Betanzos und Sucre nach La Palizada im Tiefland, wo sie auf die nordsüdlich verlaufende Ruta 7 trifft.
Zweieinhalb Kilometer östlich der Ortsausfahrt von Betanzos zweigt eine unbefestigte Nebenstraße in südöstlicher Richtung von der Ruta 5 ab und führt auf gut ausgebauten 43 Kilometern über Quivincha nach Vila Vila und weiter nach Potobamba.

## Bevölkerung
Die Einwohnerzahl der Ortschaft ist im vergangenen Jahrzehnt deutlich zurückgegangen:
| Jahr | Einwohner         | Quelle       |
| ---- | ----------------- | ------------ |
| 1992 | keine Detaildaten | Volkszählung |
| 2001 | 221               | Volkszählung |
| 2012 | 170               | Volkszählung |
| 2024 |                   | Volkszählung |